# Lavigny, Vaud
Lavigny är en ort och kommun i distriktet Morges i kantonen Vaud, Schweiz. Kommunen har 1 054 invånare (2023).